# Raïsa Schoon
Raïsa Schoon (* 3. Oktober 2001 in Gorinchem) ist eine niederländische Volleyball– und Beachvolleyballspielerin.

## Karriere

### Karriere Halle
Im Alter von sieben Jahren stand die in der Provinz Zuid-Holland geborene Sportlerin zum ersten Mal bei einem Training in einer Volleyballhalle. Schon 2017 gehörte sie zum Kader der Volleybalvereniging Voltena. In der Spielzeit 2021/22 und in der darauf folgenden Saison wurde Schoon regelmäßig bei Spielen in der Eredivisie Volleybal Dames eingesetzt, der ersten niederländischen Liga für Frauenmannschaften.

### Karriere Beach
Sie spielte 2016 ihre ersten Turniere mit Emi van Driel. National schaffte das Duo Turniersiege in Vlissingen und Ameland und einige dritte Plätze. Bei der U19-Weltmeisterschaft in Larnaka kamen Schoon/van Driel auf den 33. Platz. 2017 gewannen sie die nationalen Turniere in Arnhem, Werkendam, Ameland und Hoek van Holland. Beim Drei-Sterne-Turnier der FIVB World Tour in Den Haag schieden sie früh aus. Beim CEV-Turnier in Vilnius kamen sie auf den 17. Platz. Bei der U18-Europameisterschaft in Kasan unterlagen sie erst im Finale gegen Botscharowa/Woronina. Im Oktober wurden sie Neunte des Ein-Stern-Turniers in Aalsmeer.
2018 gewannen sie die nationalen Turniere in Zutphen, Arnhem und Vrouwenpolder. Bei der U19-Weltmeisterschaft in Nanjing wurden sie nach einer erneuten Final-Niederlage gegen Botscharowa/Woronina Zweite. Mit Wies Bekhuis wurde Schoon Neunte der U18-EM in Brünn. Das gleiche Ergebnis erzielte sie mit van Driel bei den Olympischen Jugendspielen in Buenos Aires, wo sie im Achtelfinale die nächste Niederlage gegen die Russinnen kassierten. 2019 gewannen Schoon/van Driel auf der FIVB World Tour die Ein-Stern-Turniere in Göteborg und Alba Adriatica. Sie wurden Dritte in Budapest und Knokke-Heist und Neunte beim Zwei-Sterne-Turnier in Zhongwei. Bei der U20-EM in Göteborg blieb ihnen wieder der zweite Platz hinter Botscharowa/Woronina. Auch national waren Schoon/van Driel weiter erfolgreich. Sie gewannen die Turniere in Utrecht und Vrouwenpolder und weitere Medaillen.
Seit 2020 bildet Schoon ein Duo mit Katja Stam. Im ersten Jahr waren Stam/Schoon fast nur national aktiv. Nach den Turniersiegen in Almelo und Zaanstad wurden sie Zweite in Heerenveen und siegten in Breda und Utrecht. Der größte Erfolg gelang ihnen jedoch bei der niederländischen Meisterschaft in Scheveningen, wo sie mit einem Finalsieg gegen Keizer/Meppelink den Titel holten. Ihren einzigen internationalen Auftritt hatten sie im September beim Turnier King of the Court in Utrecht. Im Februar 2021 spielen sie beim Nations Clash in Düsseldorf. Sie blieben im Turnier ungeschlagen und gewannen gemeinsam mit Keizer/Meppelink das Turnier für die Niederlande. Anschließend spielten sie auf den 4-Sterne FIVB-Turnieren in Doha und Cancún und erreichten die Plätze 33, 41, neun und 33. Mit Emi van Driel unterlag Schoon bei der U22-Europameisterschaft in Baden erneut im Finale gegen die Russinnen Botscharowa/Woronina. Auf der World Tour belegten Schoon/Stam in Sotschi, Ostrava und Gstaad die Plätze 25, fünf und 25. Über den Continental Cup qualifizierten sie sich für die Olympischen Spiele in Tokio, bei denen sie trotz eines Sieges über das deutsche Duo Borger/Sude nach der Vorrunde ausschieden. Anschließend wurden sie in Wien Vizeeuropameisterinnen und verteidigten am folgenden Wochenende ihren Landesmeistertitel.
Im März 2022 starteten Schoon/Stam in Mexiko erfolgreich in die neugeschaffene World Beach Pro Tour. Nach einem zweiten Platz beim Challenge-Turnier in Tlaxcala siegten die beiden beim Elite16-Turnier in Rosarito und wurden wiederum Zweite beim Challenge-Turnier in Itapema. Auch der weitere Verlauf der Saison gestaltete sich positiv: Neben drei fünften Plätzen bei den Elite16-Turnieren in Ostrava, Jūrmala und Hamburg gab es für Schoon/Stam Platz neun bei der Weltmeisterschaft in Rom und Platz drei bei der Europameisterschaft in München. Anfang Oktober gewannen sie das Elite16-Turnier in Paris. 2023 jeweils in Doha erreichten sie Ende Januar Platz drei beim World Beach Pro Tour Finale 2022 und siegten Anfang Februar beim ersten Elite16-Turnier der World Beach Pro Tour 2023. Beim gleichwertigen Wettbewerb in Paris belegten sie den Bronzerang. Im nächsten Jahr standen sie in Tepic im Endspiel und in Brasilia erreichten sie das Halbfinale. Ihr zweites Podest der Saison erkämpften sie in Espinho, als sie nach der Vorschlussrundenniederlage gegen Kristen Nuss / Taryn Kloth im Bronzematch Álvarez / Moreno in zwei Sätzen bezwingen konnten. Nach einer Viertelfinalteilnahme in Gstaad wurden sie Gruppenzweite bei den Olympischen Spielen in Paris, verloren jedoch in der ersten Hauptrunde gegen die in Portugal unterlegenen Spanierinnen und belegten so den geteilten neunten Rang. Bei der Europameisterschaft kamen die Niederländerinnen als Pooldritte noch in die Runde der besten acht Teams. Im August wurden sie zum dritten Mal Landesmeisterinnen und beim Saisonfinale in Doha belegten sie gemeinsam mit Tillmann / Müller den fünften Platz.
Nachdem es für die Sportlerinnen aus dem Nachbarstaat Deutschlands zunächst nicht klar war, ob sie ihre Zusammenarbeit fortsetzen wollen, entschieden sie im November, dass es für sie gemeinsam weitergehen soll. Beim Elite16 in Quintana Roo trat Schoon jedoch mit ihrer früheren Partnerin Emi van Driel an, da eine Rückenverletzung Stam stoppte. Da die Verletzung eine längere Auszeit nötig machte, entschieden sich Schoon und Mila Konink für eine zeitbegrenzte Partnerschaft. Beste Platzierungen waren der Sieg bei einem nationalen Turnier in Utrecht und der Bronzerang beim Beachvolleyball Nations Cup. Wertvollstes Resultat war bis einschließlich Juli 2025 der dreizehnte Rang beim Elite16 in Gstaad nach überstandener Qualifikation und Gruppenphase. Bei der EM ging der Weg der Niederländerinnen bis ins Viertelfinale, wo sie an den Europameisterinnen Tetjana Lasarenko und Maryna Hladun scheiterten. Noch besser lief es beim  Challenge in Baden. Nach dem zweiten Platz in Pool  gewannen Schoon und Konink gegen Whitmarsh / Newberry, Alvarez / Moreno und zogen durch den Sieg über die Silbermedaillengewinnerin von Tokio Taliqua Clancy und ihre neue Partnerin Jana Milutinovic in die Vorschlussrunde ein. Auch die Partie gegen die Finninen Niina Ahtiainen und Taru Lahti meisterte das Duo aus dem deutschen Nachbarland souverän, das für die bis zu diesem beste gemeinsame Leistung bei der Weltserie nach einer Finalniederlage gegen Linda Bock und Louisa Lippmann mit der Silbermedaille belohnt wurde.

## Auszeichnungen
- 2021: Erhalt des allerersten Altenaer Sportpreises[8]

## Familie
Raïsa ist die Tochter der Vizeeuropameisterin und zweimaligen Olympiateilnehmerin Debora Schoon-Kadijk sowie die Nichte der vierfachen Vizeeuropameisterin und dreimaligen Olympiateilnehmerin Rebekka Kadijk. In der Geschichte der Beachvolleyballwettbewerbe bei Olympischen Spielen gab es bisher (Stand Februar 2025) nur zwei Jahre (2012 und 2016), in denen niemand aus der Familie Schoon/Kadijk an den Spielen teilgenommen hat.